# Skallböle, Sundsvalls kommun
Skallböle är en by i Tuna socken, Sundsvalls kommun, Västernorrlands län.
Skallböle ligger vid Kalbergets fot alldeles invid järnvägen mellan Sundsvall och Ånge, längs E14 i Ljungans dalgång cirka 5 km väster om Matfors i Sundsvalls kommun. 
I byn finns ett gammalt sågverk.